# スイスリークス事件
スイスリークス事件 （フランス語: SwissLeaks）は、世界最大規模の金融グループHSBCホールディングスのプライベート・バンキング部門（en:HSBC Private Bank、本社ジュネーヴ）による富裕層顧客の巨額脱税幇助が、機密文書の公開によって2015年に発覚した事件である。

## 概要
2007年、同社社員で情報技術担当だったエルベ・ファルチアニが、多数の顧客ファイルをデータマイニングし、フランス政府当局に提出していた。これらのファイルは、フランスで脱税の摘発のために活用され、2010年には他国の政府とも共有された。国際調査報道ジャーナリスト連合（英語: International Consortium of Investigative Journalists, ICIJ）は、これらのファイルをフランスの新聞ル・モンド経由で入手し、2015年、45社を超える世界中のメディアに提供した。
公開された文書によると、HSBCはセレブや独裁者など200か国以上の顧客の脱税を幇助したとされ、それらの顧客の口座残高の総額は1190億ドル（約14兆円）にのぼる。
スイス当局は、ファルチアニをデータ窃盗の容疑で起訴している。